# Polymorphanisus astictus
Polymorphanisus astictus är en nattsländeart som beskrevs av Navás 1923. Polymorphanisus astictus ingår i släktet Polymorphanisus och familjen ryssjenattsländor. Inga underarter finns listade i Catalogue of Life.